# Палаты Кожевенной слободы
Палаты Кожевенной слободы — палаты в Москве по адресу Кожевническая улица, дом 19, строение 6. Объект культурного наследия федерального значения.

## История

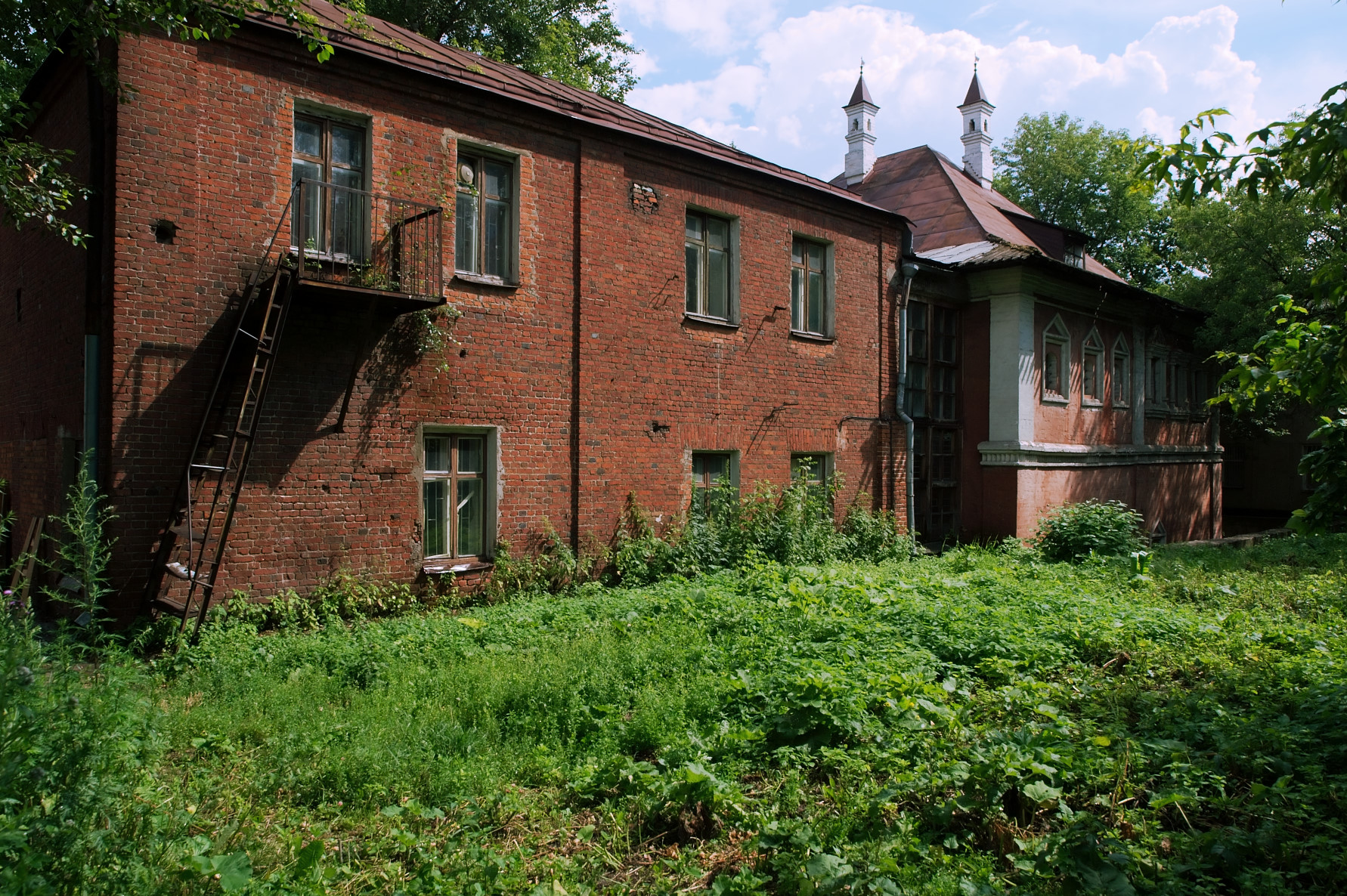
Палаты и выполненная в советское время пристройка

Кожевенная слобода в Москве сформировалась в XVI веке, палаты скорее всего относились к ней и являются старейшим сохранившимся от слободы зданием. Кирпичный двухэтажный дом стоит в глубине владения, ближе к Москве-реке. Судя по характеру архитектуры здание относится к концу XVII века, об этом свидетельствуют кубический объём дома, увенчанный четырёхскатной крышей с высокими дымниками, узкие маленькие окна. Весь объём первого этажа занимает большая палата с одним столпом (несущей колонной). Предназначение палат доподлинно неизвестно. Второй этаж мог служить для жилья, в то время как на первом могло располагаться производство, храниться товар или осуществляться управление деятельностью слободы.
С западной и южной сторон у второго этажа имелось два отдельных входа, возле них хорошо сохранились ниши для свечей-фонарей. Оформление этажа богаче: окна украшены кирпичными наличниками с колонками и треугольными многопрофильными фронтонами. Между этажами выполнен горизонтальный пояс с поребриком. Кровля выходит далеко за плоскость стен, под ней проходит трехчастный кирпичный карниз.
После того как Пётр I уничтожил слободское устройство Москвы, в здании палат разместился мытный двор (городская таможня). Рядом с палатами (в районе современного Новоспасского моста) находилась паромная переправа через Москву-реку, за пользование которой и ввоз товаров в город купцы платили налог (мыт). В XIX веке в палаты занимали различные государственные учреждения, затем они сдавались в аренду.
В 1920-х годах здание переделали в общежитие на несколько десятков человек. Были разобраны столп в центре палат и своды второго этажа, к палатам добавили двухэтажную пристройку, от которой длина дома выросла в два раза. В 1970-х годах был проект сноса дома и постройки на этом месте Центральной насосной станции, однако благодаря реставраторам палаты уцелели. Был восстановлен столп, выполнен ремонт кровли и самого дома. С 1983 года до конца 2010-х в здании располагалось издательство журнала «Знание — сила». В настоящее время палаты закрыты и заброшены.

## Галерея

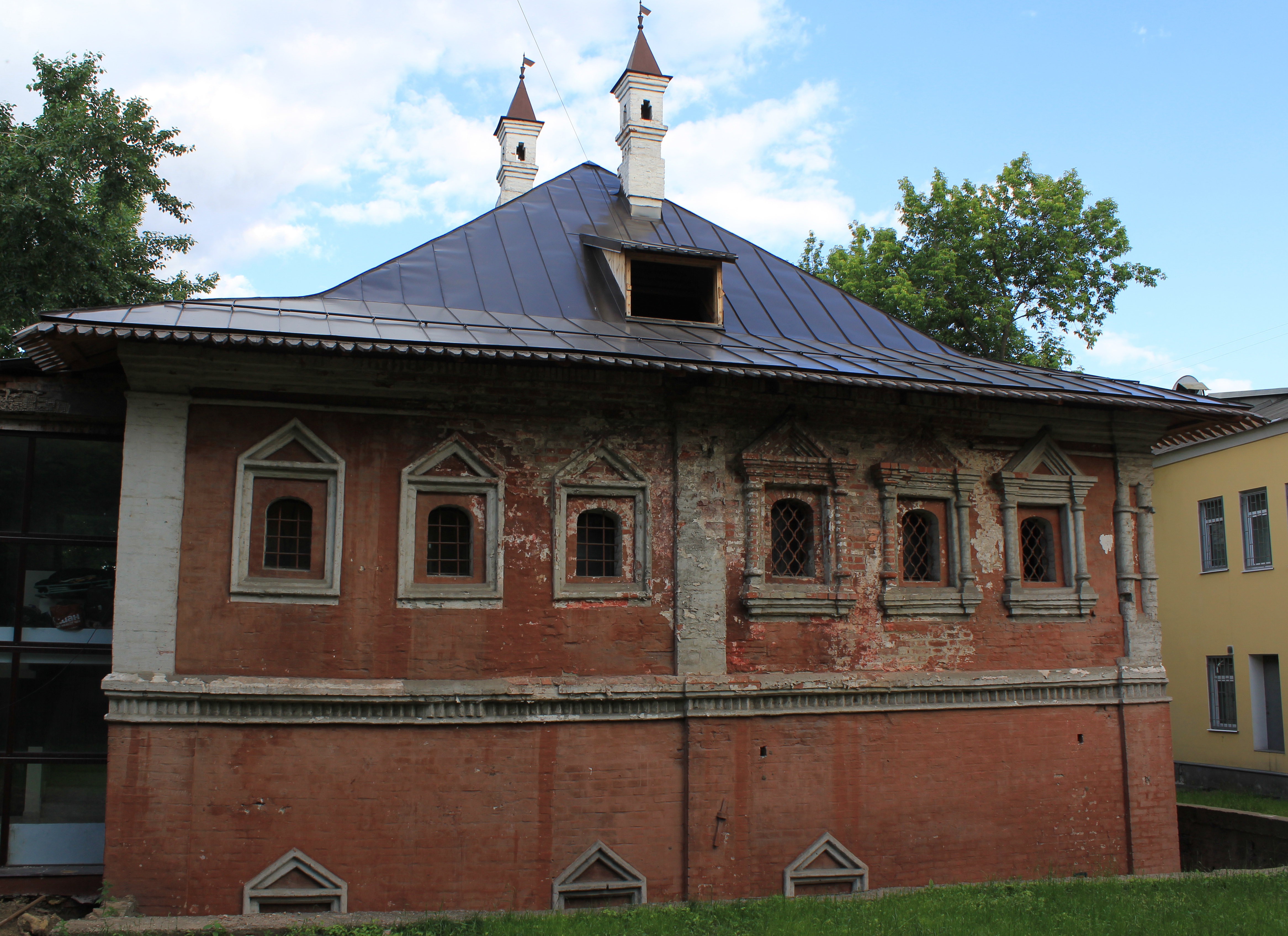
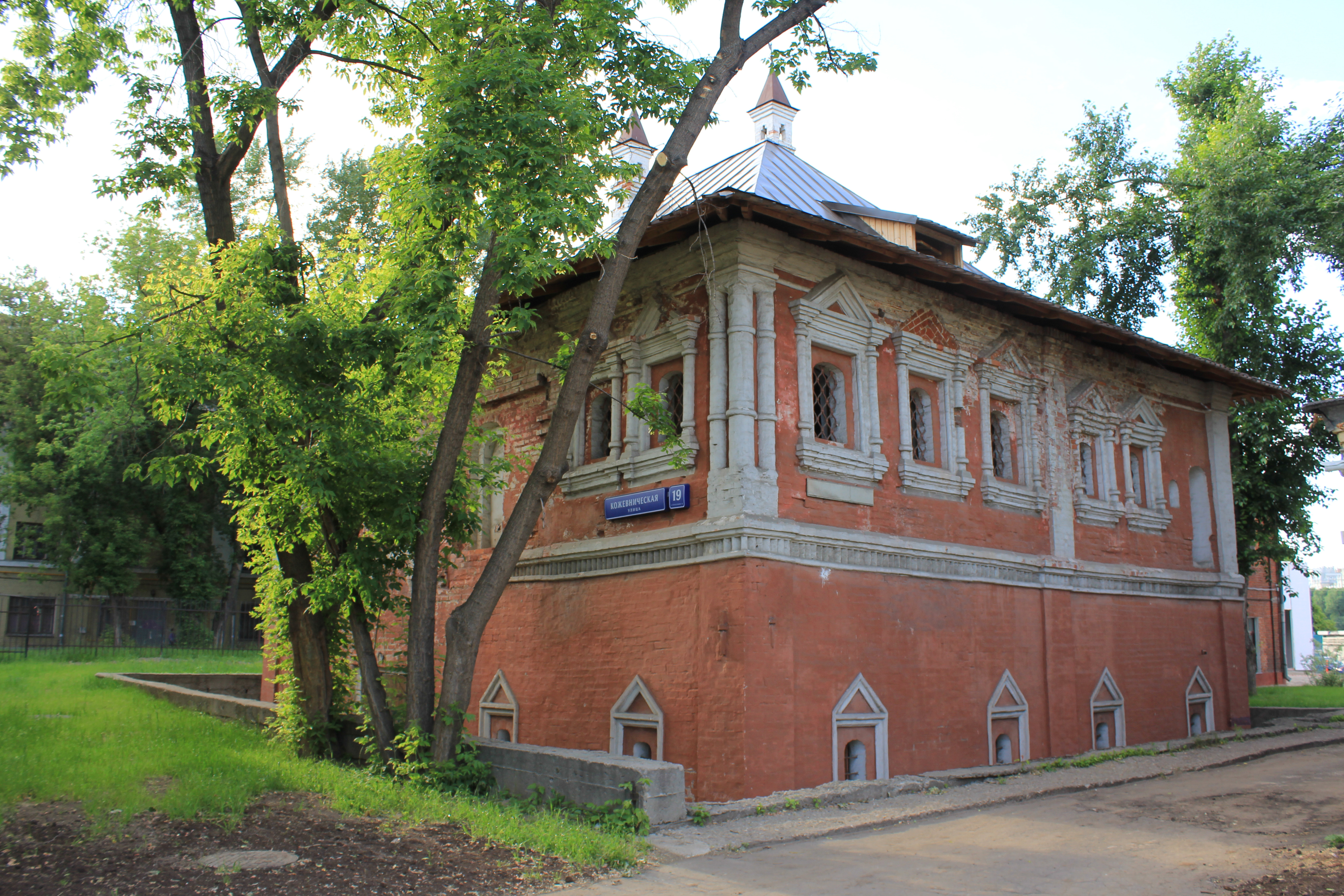
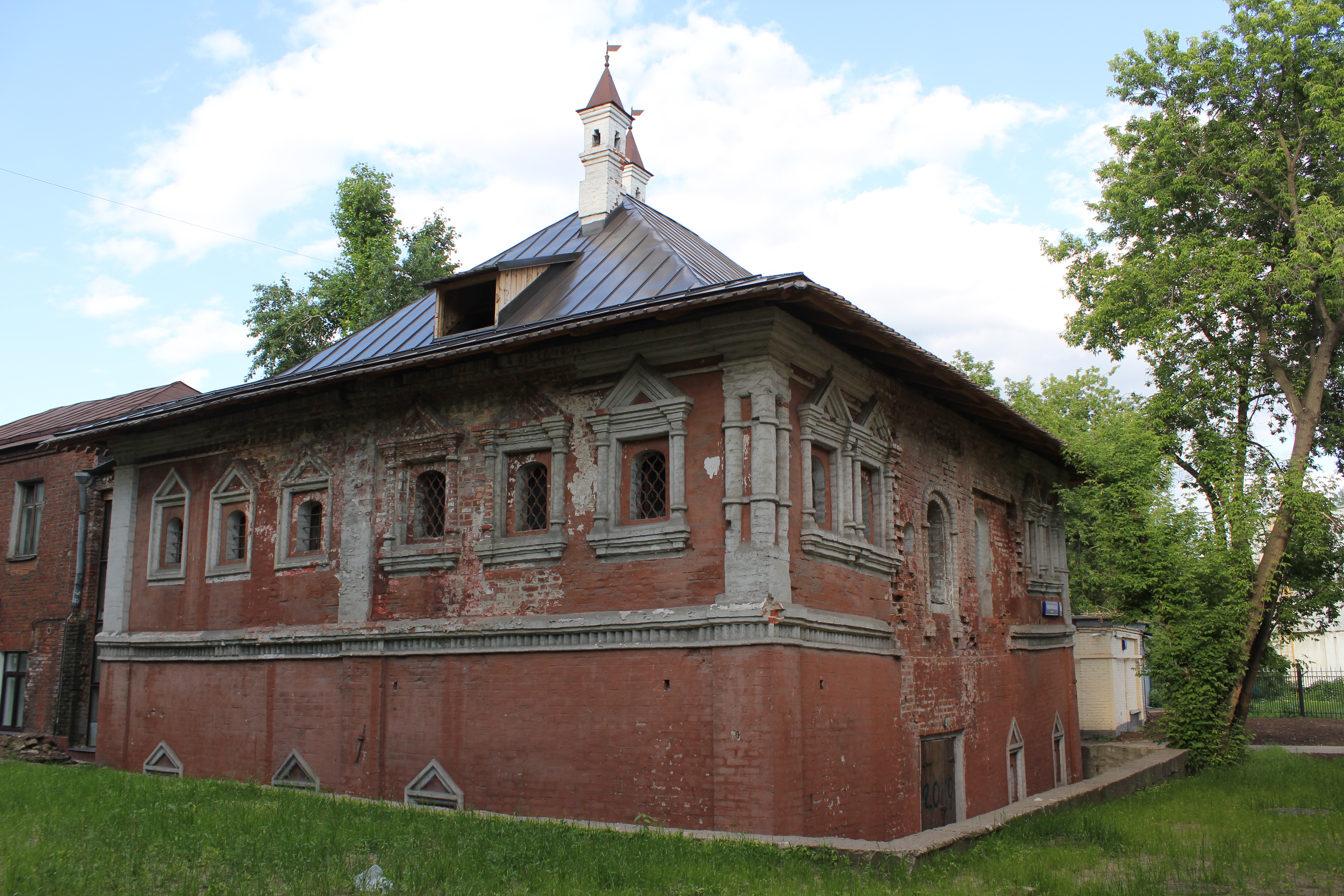
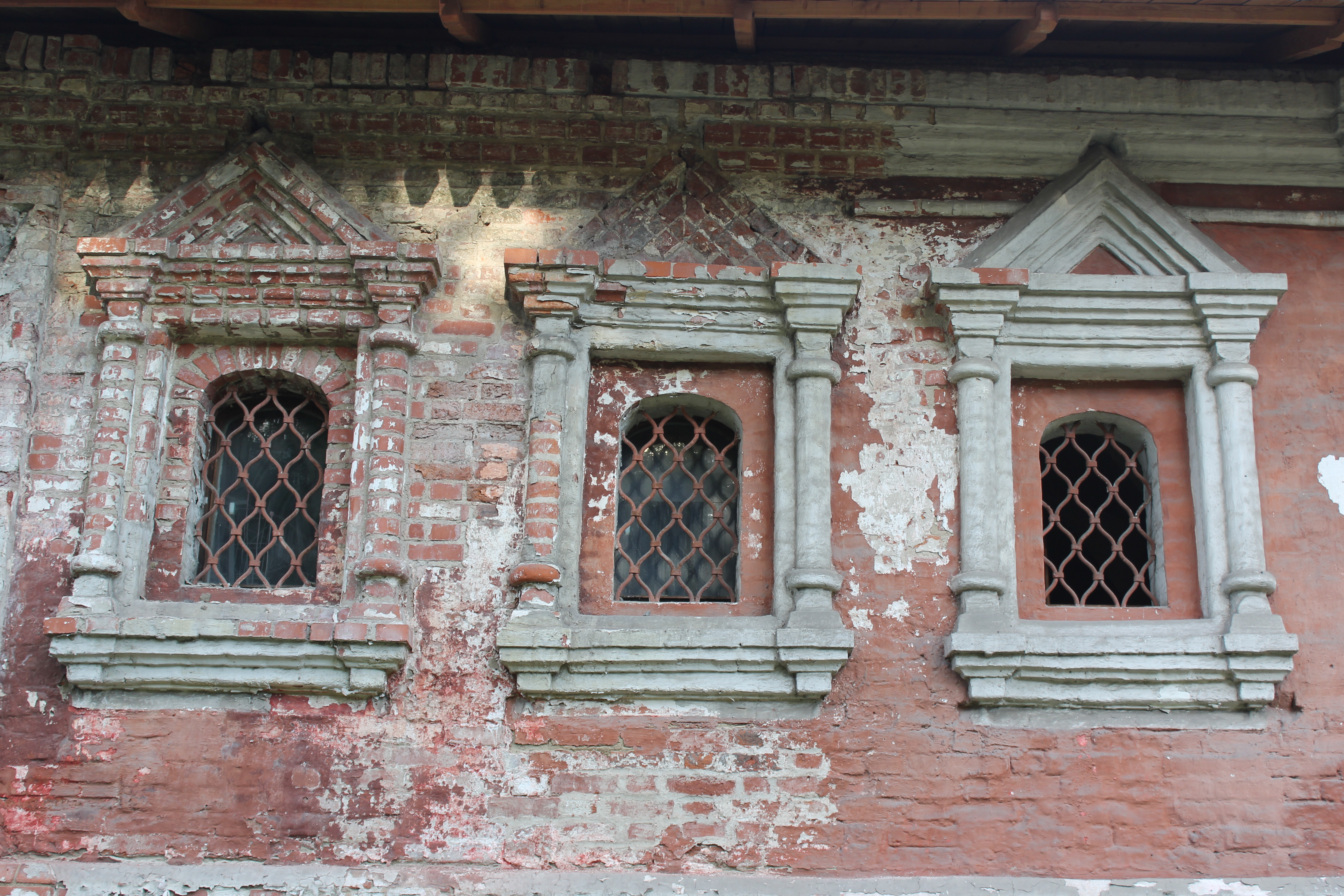